# سروهای پاپوآ
سروهای پاپوآ (نام علمی: Papuacedrus papuana) نام یک گونه از خانواده سرویان است.